# Теорія когнітивного навантаження
Теорія когніти́вного наванта́ження (англ. Cognitive load theory) — теорія навчання, яка стверджує, що людина може досягнути оптимального рівня засвоєння матеріалу лише при умові забезпечення адекватного навантаження на її оперативну пам'ять. Теорія допомагає зрозуміти, як саме люди отримують знання і розробляти ефективні навчальні стратегії.
Була розроблена австралійським нейрофізіологом  Джоном Свеллером.

## Основні аспекти
Когнітивне навантаження  — багатовимірний конструкт, що визначає яким чином навантаження впливає на процес виконання певних завдань. Відповідно до моделі, представленої вченими Паасом і ван Меррінбоером, на когнітивне навантаження впливає взаємодія між характеристиками завдання (формат, складність завдання, темп виконання, час, який потрібно витратити на його виконання) та самого учня (рівень знань, вік, здатність до навчання).
Дослідники виділяють три аспекти, які характеризують когнітивне навантаження:
- Ментальне навантаження — аспект когнітивного навантаження, який виникає в результаті взаємодії характеристик завдання і суб'єкта. Може бути визначеним на основі поточних знань про завдання і характеристики суб'єкта.
- Розумові зусилля — аспект когнітивного навантаження, який стосується когнітивних здібностей, що фактично виділяються для вирішення завдання.
- Продуктивність — аспект когнітивного навантаження, який може бути визначений з точки зору досягнень учня, наприклад, кількість правильно вирішених завдань, кількість помилок чи час виконання завдання.

## Когнітивна архітектура
Теорія когнітивного навантаження спирається на ряд теоретичних конструктів з області когнітивної психології. Важливе теоретичне значення мають два поняття — пам'ять і схеми.
- Робоча пам'ять — це те, що використовується людиною в даний момент для обробки і тимчасового зберігання даних. Цей тип пам'яті відповідальний за збереження поточної інформації, що необхідна для виконання тієї чи іншої дії. Проблема робочої пам'яті в тому, що вона здатна одночасно зберігати тільки дуже обмежену кількість інформації.
- Довготривала пам'ять — це те, де зберігається вже наявна інформація. Саме на неї, в першу чергу, опирається людина в процесі пізнання. Робоча пам'ять не здатна здійснювати складні операції над даними, які попередньо не були збережені в довготривалій пам'яті. Процес навчання повинен враховувати те, як інформація зберігається і організовується в довготривалій пам'яті, для того, щоб вона була доступна, коли в ній виникне необхідність. Відповідно до теорії, в довготривалій пам'яті зберігаються схеми.

Схеми — форма організації інформації в мозку людини. Це структури, які дозволяють нам сприймати сукупність різних інформаційних елементів в рамках спільної концепції як єдине ціле. Процес навчання повинен прагнути до створення дедалі більшої кількості все більш складних схем шляхом об'єднання елементів, що складаються з схем нижчого рівня, в схеми більш високого рівня.

## Концепції
Згідно з теорією когнітивного навантаження, ефективний навчальний матеріал полегшує процес навчання, спрямовуючи когнітивні ресурси на дії, які мають безпосереднє відношення до навчання, а не на підготовку до навчання. Велика кількість навчальних процедур призводить до того, що учні відволікаються на розумову діяльність, що не пов'язана з очевидними цілями завдання. Когнітивне навантаження, що створюється внаслідок таких дій, може перешкоджати отриманню необхідних умінь і навичок.
Теорія дозволяє зрозуміти які фактори впливають на засвоєння матеріалу: якого він повинен бути рівня складності, як ефективно його розподілити і викласти, тощо.
Ефекти, вивчені в рамках теорії:
- Ефект відсутності конкретної мети  — якщо замінити звичайне завдання на завдання, в якому немає умовної «правильної відповіді», це призведе до зниження побічного когнітивного навантаження, що дозволить учневі не шукати правильну відповідь, а зосередитися на тому, які знання і навички доступні йому для вирішення поставленого завдання.
- Ефект опрацьованого прикладу  — якщо замінити звичайне завдання на приклад, в якому є помилки або пропуски, які необхідно виправити, учень може краще зосередитися на проблемі і на тому, як її ефективно вирішити.
- Ефект часткового вирішення  — якщо надати учням часткове вирішення завдання, вони зможуть зосередити увагу на більш важливих частинах завдання, що призведе до зниження когнітивного навантаження.
- Ефект поділу уваги  — заміна декількох різних джерел інформації на єдине дозволяє уникнути зайвого когнітивного навантаження, тому що в учня немає необхідності подумки інтегрувати джерела інформації.
- Ефект модальності  — мультимодальна презентація використовує як візуальний, так і слуховий процесор робочої пам'яті, що дозволяє «поміщати» в неї більшу кількість інформації. Однак подвійна модальність подачі матеріалу може мати переваги тільки при роботі з простою інформацією, що не викликає надмірного навантаження на пам'ять. Якщо справа стосується обробки складної інформації, цей ефект може не спрацювати через неможливість утримати в пам'яті велику кількість інформації — тоді краще використовувати тільки візуальний матеріал[7]

Принципи, сформовані теорією на основі вивчених ефектів:
- Принцип відсутності мети  — необхідно давати такі завдання, які дозволяли б учням не прагнути до єдиного правильного способу вирішення, а знаходити безліч таких способів. Наприклад, учнів можна попросити: «Придумайте якомога більше хвороб, які можуть бути пов'язані з такими симптомами», — замість того, щоб питати їх: «На яку хворобу вказують симптоми цього пацієнта?»
- Принцип опрацьованого прикладу  — краще замінювати звичайні завдання на добре опрацьовані приклади, наприклад, можна запропонувати учням критикувати готовий план лікування, а не змушувати їх самостійно створювати такий план.
- Принцип часткового завершення  — можна давати учням часткове вирішення завдання для того, щоб вони могли зосередитися на відпрацюванні більш важливих навичок.
- Принцип поділу уваги  — необхідно замінювати кілька джерел інформації, які розділені в просторі або часі одним інтегрованим джерелом інформації
- Принцип модальності.  Інформація засвоюється набагато ефективніше, коли подається на різні сенсорні канали: наприклад, діаграми і графіки демонструються на екрані, а пояснення даються усно.

Орім цього, необхідно дотримуватися ряду інших принципів, наприклад, принцип «від простого до складного» (збільшувати складність завдань поступово), принцип мінливості (пропонувати не однотипні завдання). Також, важливо послаблювати контроль над учнями з боку викладача і надавати їм більше самостійності, що дозволить їм вибудовувати власні когнітивні схеми.